# Hugo Courtenay (morto em 1425)
Hugo I Courtenay (em inglês: Sir Hugh I Courtenay; depois de 1358 – 5 ou 6 de março de 1425), de Boconnoc na Cornualha e de Haccombe em Devon, foi xerife de Devon em 1418/19 e foi eleito três vezes cavaleiro do condado por Devon em 1395, 1397 e 1421.

## Vida
Hugo Courtenay nasceu em 1358, o mais jovem dos dois filhos de Sir Eduardo de Courtenay (falecido entre 2 de fevereiro de 1368 –1 de abril de 1371) de Goodrington, Devon, com sua mulher Emeline (ou Emme) Dawney (ou Dauney, Daunay, etc.) (c.1329 – 28 de fevereiro de 1371/2), filha e herdeira de sir João Dawnay (d. 1346/7) de Sheviock na Cornualha, Mudford Terry e Hinton em Somerset  com sua mulher Sybil Treverbyn. Emmeline Dauney foi uma grande herdeira que trouxe para seu marido vários feudos e propriedades, incluindo Boconnoc. Hugo Courtenay era neto de Hugo de Courtenay, 2.º / 10.º Conde de Devon (1303–1377). Na morte do segundo / 10º conde em 2 de maio de 1377, o irmão mais velho de Courtenay, Edward, se tornou o 3.º / 11.º conde de Devon.